# کارل استوکدیل
کارل استوکدیل (انگلیسی: Carl Stockdale; ۱۸ فوریهٔ ۱۸۷۴ – ۱۵ مارس ۱۹۵۳) هنرپیشه اهل ایالات متحده آمریکا بود.

## گزیده فیلمشناسی
از فیلم‌ها یا برنامه‌های تلویزیونی که وی در آن نقش داشته‌است می‌توان به آثار زیر اشاره کرد.
- کنار دریا (۱۹۱۵)
- فرار مینی‌بوسی (۱۹۱۵)
- قهرمان (۱۹۱۵)
- بانک (۱۹۱۵)
- تعصب (۱۹۱۶)
- الیور توئیست (۱۹۱۶)
- مالی ئو (۱۹۲۱)
- الیور توئیست (۱۹۲۲)
- ماجرای عشقی پر تب و تاب (۱۹۲۲)
- الهه‌های انتقام (۱۹۳۰)
- زن مطلقه (۱۹۳۰)